# Trichonephila
Genre
Synonymes
- Dasynephila Dahl, 1912
- Heterargiope Kishida, 1936

Trichonephila est un genre d'araignées aranéomorphes de la famille des Araneidae.

## Distribution
Les espèces de ce genre se rencontrent en Afrique, en Asie, en Amérique et en Océanie.

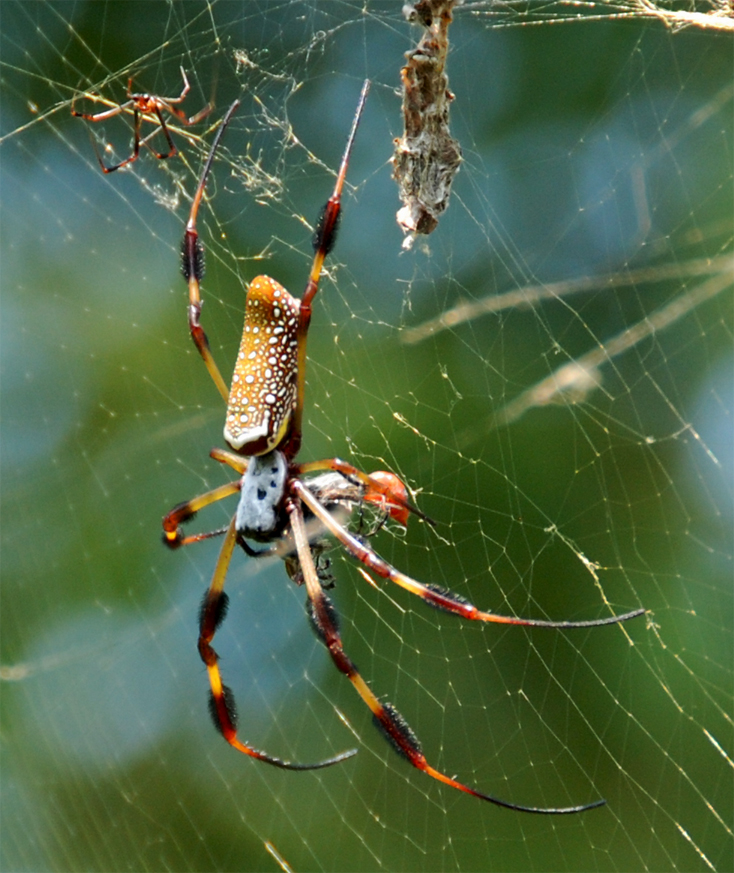
Trichonephila clavipes ; mâle (petit, en haut à gauche) et femelle

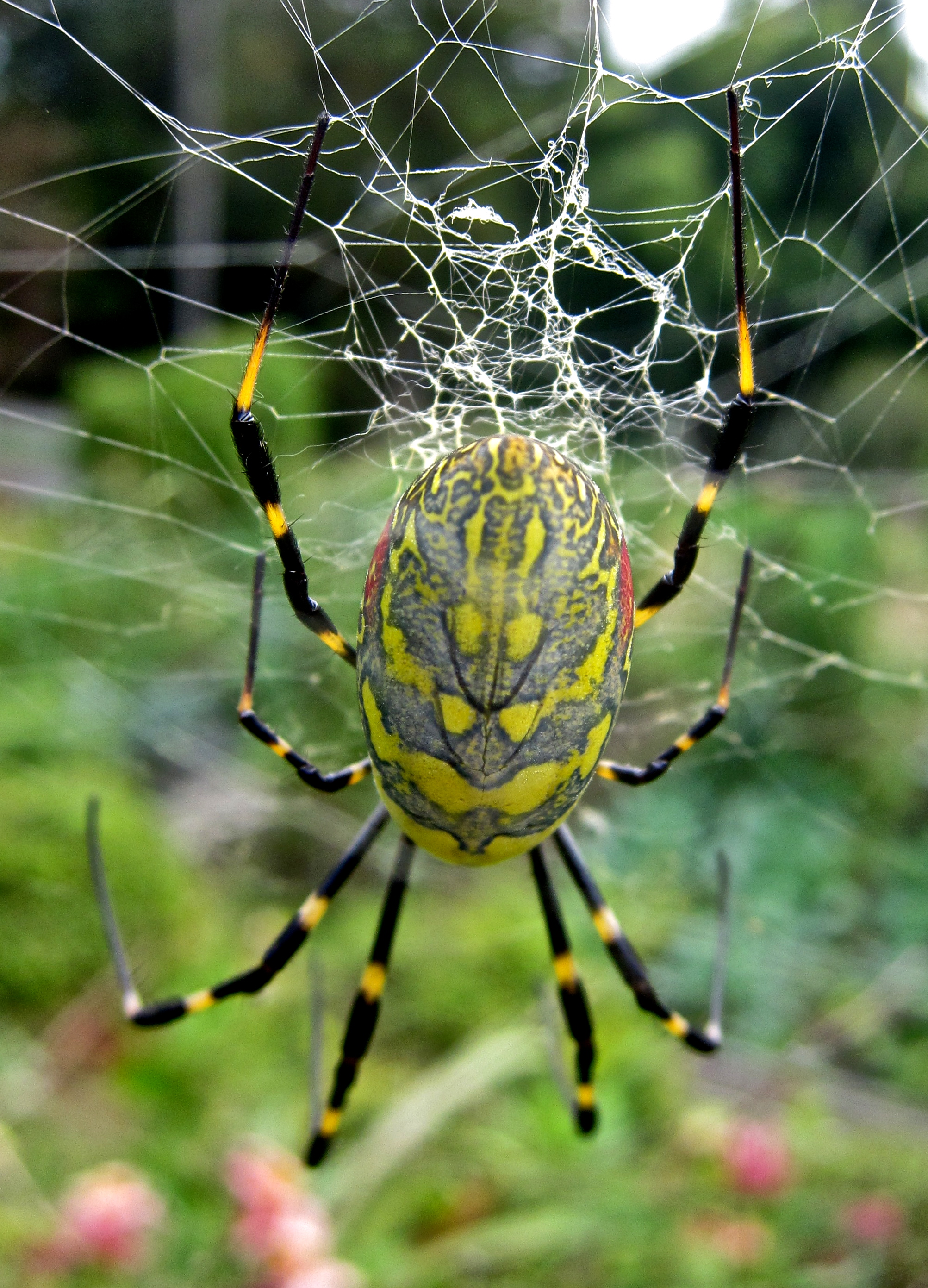
Trichonephila clavata

## Liste des espèces
Selon World Spider Catalog (version 25.0, 18/03/2024) :
- Trichonephila antipodiana (Walckenaer, 1841)
- Trichonephila clavata (L. Koch, 1878)
- Trichonephila clavipes (Linnaeus, 1767)
- Trichonephila edulis (Labillardière, 1799)
- Trichonephila fenestrata (Thorell, 1859)
- Trichonephila inaurata (Walckenaer, 1841)
- Trichonephila komaci (Kuntner & Coddington, 2009)
- Trichonephila plumipes (Latreille, 1804)
- Trichonephila senegalensis (Walckenaer, 1841)
- Trichonephila sexpunctata (Giebel, 1867)
- Trichonephila sumptuosa (Gerstaecker, 1873)
- Trichonephila turneri (Blackwall, 1833)

## Systématique et taxinomie
Décrit comme sous-genre de Nephila, Trichonephila a été élevé au rang de genre par Kuntner et al. en 2019. Il est placé dans les Nephilidae par Kuntner et al. en 2023 puis dans les Araneidae par Hormiga et al. en 2023.

## Publication originale
- Dahl, 1911 : « Die Verbreitung der Spinnen spricht gegen eine frühere Landverbindung der Südspitzen unsrer Kontinente. » Zoologischer Anzeiger, vol. 37, no 14/15, p. 270-282 (texte intégral).